# Lioness: Hidden Treasures
Lioness é o primeiro álbum de compilação póstumo da cantora britânica Amy Winehouse, com músicas inéditas, lançado em 2 de Dezembro de 2011 pela Island Records. O disco contém canções sem lançamento, 2 músicas Inéditas que veriam para o terceiro disco da cantora, sendo as músicas, Between The Cheats,  e Like Smoke, e demos escolhidas por Mark Ronson, Salaam Remi e pela família da artista, incluindo o primeiro single, "Body And Soul", com Tony Bennett. O álbum está sendo lançado em auxílio da Amy Winehouse Foundation, sendo que, cada CD vendido tem o seu lucro revertido a fundação. O álbum foi indicado e venceu na categoria Melhor Performance Pop por Dueto, Grupo ou Banda na 54º Grammy Awards.

## Antecedentes
O lançamento de Lioness: Hidden Treasures foi anunciado a 31 de Outubro de 2011 pelo jornal The Sun e sítio oficial da cantora. O co-presidente da Island, Ted Cockle, tem enfatizado que o disco não é um sucessor de Back To Black de 2006. O álbum é uma compilação de gravações de Winehouse antes do lançamento do seu álbum de estreia, Frank, em 2002, até às músicas em que a cantora estava a trabalhar entre 2009 e 2011. Até hoje o álbum vendeu quase 5 milhões de cópias.

## Alinhamento de faixas
A lista de faixas incluídas no álbum foram divulgadas no sítio oficial da cantora.
| N.º            | Título                              | Compositor(es)                                                           | Produtor(es)   | Duração |  |
| 1.             | "Our Day Will Come" (versão reggae) | Bob Hilliard e Mort Garson                                               | Salaam Remi    | 2:49    |  |
| 2.             | "Between The Cheats"                | Amy Winehouse, Remi                                                      | Salaam Remi    | 3:33    |  |
| 3.             | "Tears Dry"                         | Winehouse, Paul O'Duffy                                                  | Paul O'Duffy   | 4:08    |  |
| 4.             | "Will You Still Love Me Tomorrow"   | Gerry Goffin, Carole King                                                | Mark Ronson    | 4:23    |  |
| 5.             | "Like Smoke" (com Nas)              | Remi, Amy Winehouse, Nasir Jones                                         | Salaam Remi    | 4:38    |  |
| 6.             | "Valerie" (demo)                    | Sean Payne, Dave McCabe, Abi Harding, Boyan Chowdhury, Russell Pritchard | Mark Ronson    | 4:00    |  |
| 7.             | "The Girl from Ipanema"             | Vinícius de Moraes, Antônio Carlos Jobim                                 | Salaam Remi    | 2:47    |  |
| 8.             | "Half Time"                         | Amy Winehouse, Fin Greenall                                              | Salaam Remi    | 3:51    |  |
| 9.             | "Wake Up Alone" (Gravação Original) | Amy Winehouse, Paul O'Duffy                                              | Paul O'Duffy   | 4:24    |  |
| 10.            | "Best Friends, Right?"              | Amy Winehouse                                                            | Salaam Remi    | 2:56    |  |
| 11.            | " Body And Soul" (com Tony Bennett) | Edward Heyman, Robert Sour, Frank Eyton, Johnny Green                    | Phil Ramone    | 3:19    |  |
| 12.            | "A Song for You"                    | Leon Russell                                                             | Salaam Remi    | 4:29    |  |
| Duração total: | Duração total:                      | Duração total:                                                           | Duração total: | 45:13   |  |

## Desempenho nas tabelas musicais

### Posições
| Tabela musical (2011)                                   | Melhor posição |
| ------------------------------------------------------- | -------------- |
| Austrália - Australian Albums Chart                     | 8              |
| Áustria - Austrian Albums Chart                         | 1              |
| Bélgica - Ultratop (Flandres)                           | 3              |
| Bélgica - Ultratop (Valónia)                            | 19             |
| Canadá - Canadian Albums Chart                          | 5              |
| Coreia do Sul - South Korean International Albums Chart | 1              |
| Croácia - Croatian International Albums Chart           | 1              |
| Dinamarca - Danish Albums Chart                         | 16             |
| Escócia - Scottish Albums Chart                         | 2              |
| Espanha - Spanish Albums Chart                          | 2              |
| Estados Unidos - Billboard 200                          | 5              |
| Estados Unidos - Top R&B/Hip-Hop Albums                 | 1              |
| Finlândia - Finnish Albums Chart                        | 22             |
| França - French Albums Chart                            | 2              |
| Grécia - Albums Sales Chart                             | 10             |
| Hungria - Hungarian Albums Chart                        | 12             |
| Irlanda - Irish Albums Chart                            | 4              |
| Itália - Italian Albums Chart                           | 6              |
| México - Mexican Albums Chart                           | 12             |
| Noruega - Norwegian Albums Chart                        | 26             |
| Nova Zelândia - New Zealand Albums Chart                | 3              |
| Polónia - Polish Albums Chart                           | 4              |
| Países Baixos - Dutch Albums Chart                      | 1              |
| Portugal - Portuguese Albums Chart                      | 1              |
| Reino Unido - UK Albums Chart                           | 1              |
| Rússia - Russian Albums Chart                           | 5              |
| Suécia - Swedish Albums Chart                           | 9              |
| Suíça - Swiss Albums Chart                              | 1              |
| Tchecoslováquia - Czech Albums Chart                    | 5              |

## Histórico de lançamento
| País          | Data                  | Formato              | Editora discográfica |
| ------------- | --------------------- | -------------------- | -------------------- |
| Alemanha      | 2 de Dezembro de 2011 | CD, descarga digital | Island Records       |
| Países Baixos | 2 de Dezembro de 2011 | CD, descarga digital | Island Records       |
| França        | 5 de Dezembro de 2011 | CD, descarga digital | Island Records       |
| Portugal      | 5 de Dezembro de 2011 | CD, descarga digital | Island Records       |
| Reino Unido   | 5 de Dezembro de 2011 | CD, descarga digital | Island Records       |
| Brasil        | 6 de Dezembro de 2011 | CD, descarga digital | Island Records       |